# 清水由紀
清水 由紀（しみず ゆき、1986年9月4日 - ）は、日本の女優・タレントで、女性アイドルグループ「美少女クラブ31」の元メンバー。
愛知県刈谷市出身。オスカープロモーション→タニプロモーション所属後フリーランスとして活動中。

## 経歴
愛知県刈谷市出身。刈谷市立小垣江小学校、刈谷市立依佐美中学校卒業。2002年の第8回全日本国民的美少女コンテストをきっかけに芸能界入りした。
2021年4月にオスカープロモーションからタニプロモーションに移籍した。
2022年フリーランスとして活動中。
2024年7月、名古屋観光文化交流特命大使に就任。

## 人物
- 両親は理容師である。

## 出演

### テレビドラマ
- ガチバカ!（2006年、TBS） - 海江田京子（かいえだ きょうこ） 役
女優デビュー作品。
- おいしいプロポーズ（2006年、TBS） - 片瀬未来（かたせみき） 役
- レガッタ〜君といた永遠〜（2006年、テレビ朝日） - 竹内美樹 役
- 林家三平ものがたり　おかしな夫婦でどーもスィマセーン!（2006年8月20日、テレビ東京） - 次女泰葉 役
- 家族〜妻の不在・夫の存在〜（2006年、テレビ朝日） - 浅野由美子 役
- ハケンの品格（2007年、日本テレビ） - 竹井瞳 役
- 菊次郎とさき（2007年、テレビ朝日） - 卜部花子 役
- オトコの子育て（2007年、テレビ朝日）
- いつもキモチにスイッチを（2007年、BSフジ） - 松本佳恵 役
- 渡る世間は鬼ばかり（第9・10シリーズ）（2008年 - 2011年、TBS） - 小島（大井）貴子[注 1] 役
  - 渡る世間は鬼ばかり ただいま!!2週連続スペシャル（2012年9月17日・24日、TBS）
  - 渡る世間は鬼ばかり 2013スペシャル （2013年5月27日・6月3日、TBS）
  - 渡る世間は鬼ばかり 2015スペシャル （2015年2月16日・2月23日、TBS）
  - 渡る世間は鬼ばかり 2016スペシャル （2016年9月18日・9月19日、TBS）
  - 渡る世間は鬼ばかり 2017スペシャル （2017年9月18日、TBS）
  - 渡る世間は鬼ばかり 2018スペシャル （2018年9月17日、TBS）
  - 渡る世間は鬼ばかり 2019スペシャル （2019年9月16日、TBS）
- アテンションプリーズスペシャル〜オーストラリア・シドニー編（2008年4月3日、フジテレビ） - 上野奈々江 役
- 向田邦子生誕八十年記念スペシャル「母の贈物」（2009年9月14日、TBS） - 浅倉秋子 役
- 新春歴史スペシャル「知られざる幕末の志士 山田顕義物語」（2012年1月2日、MBS）
- 月曜ゴールデン（TBS）
  - 「浅見光彦シリーズ31・箸墓幻想」（2012年9月3日） - 為保有里 役
  - 「湯けむりバスツアー 桜庭さやかの事件簿6」（2015年9月14日） - 本間奈津美 役
- 水曜ミステリー9（テレビ東京）
  - 「不倫調査員・片山由美13・京都・くちなしの花殺人疑惑」（2013年7月3日） - 都倉理恵 役
  - 「最強の法廷 裁判官桜子と10人の評決」（2015年1月14日） - 山本みずえ 役
  - 「邪魔〜主婦が堕ちた破滅の道」（2015年9月2日） - 岸本久美 役
- 同窓生〜人は、三度、恋をする〜（2014年7月 - 9月、TBS） - ショーコ 役
- 警視庁・捜査一課長 season2 第9話（2017年、テレビ朝日） - 清田暁美 役
- 日曜ワイド（テレビ朝日）
  - 「再捜査刑事・片岡悠介10」（2017年7月2日） - 川越明日香 役
  - 「警視庁さがし物係」（2018年2月11日） - 藤田尚美 役
- ドラマスペシャル 私刑人〜正義の証明（2020年2月9日、テレビ朝日） - 山葉めぐみ 役[5]
- 江戸からきたキラくん（2024年1月2日、東海テレビ） - 君島葉菜 役[6][7]

### 情報番組
- 「チャント!」（2022年5月23日、6月20日、CBCテレビ） - リポーター

### CM
- セプテムプロダクツ「SeP・TeM」（2004年）
- エコナ「それぞれの贈り物」編（2007年）
- SBIアクサ生命 トレインチャンネル（2008年）
- SBI証券 口座開設ナビゲーター（2009年）
- NTTドコモ（2010年）※スタイルプラス放送内で毎月最終週に放送されているが、収録は放送当日に行っている。

### 映画
- 天使がくれたもの（2007年） - 主演・日向舞 役
- THE MASKED GIRL 女子高生は改造人間（2008年） - 主演・星野愛 役
- 風邪ふうじゃ（2014年） -ナース綾瀬役
- ショートフィルム「今帰仁ベンチ」（2015年）牧野裕二監督-　主演
- ショートフィルム「つきとたいよう」（2018年）笹木恵水監督-キュレーター役
- ラジエーションハウス（2022年）鈴木雅之監督-　島民役

### 舞台
- 向田邦子生誕八十年記念公演「母の贈物 演出：石井ふく子　三越劇場他（2009年）-浅倉秋子役
- Takayuki Suzui Project OOPARTS Vol.3「HAUNTED HOUSE」（2016年）
- アヒルと鴨のコインロッカー（2016年） - 琴美 役
- 坂本冬美特別公演恋桜ー今花明かりー 作:宮川一郎　演出:石井ふく子　明治座（2019年）-大野正子役
- 「りぼん，うまれかわる」作:山崎彬　演出:山崎彬　六本木トリコロールシアター（2021年）
- ミュージカル『浜村渚の計算ノート』（2021年12月 - 2022年1月） - 穴杉 役
- 仮面山荘殺人事件（東京公演：2023年10月11日 - 15日、サンシャイン劇場 / 大阪公演：10月18日 - 19日、サンケイホールブリーゼ） - 朋美 役[8]
- a Novel 文書く show（2024年7月12日 - 21日、俳優座劇場）[9]

### ラジオ
- digi-POP FOCUS 美少女クラブ31 REAL ACCESS（スターデジオ）
- ゴチャ・まぜっ!月曜日（2007年10月 - 2008年3月、MBSラジオ）
- 小山田将のシネマサプリ（2018年11月 - 、レインボータウンエフエム放送）レギュラー
- SUNDAY RADIO CONNECTION（2024年8月6日 - 、エフエム愛知）

### 声優
- リトル・マーメイドIII はじまりの物語（2008年） - アリスタ 役
- 花とアリス殺人事件（2015年）-矢上風子役

### PV
- Soma「アシオト」（2007年）

### Web
- 清水由紀のレッツ★クッキングルメ1〜10（2010年11月25日）